# Domenico Alberti
Domenico Alberti (Venecia, República de Venecia, entre 1710 y 1717-Roma, Estados Pontificios, alrededor de 1740) fue un cantante, clavecinista y compositor italiano cuyo trabajo media entre el Barroco y el Clasicismo.

## Biografía
Alberti estudió música con Antonio Lotti. Escribió óperas, canciones y sonatas para instrumentos de teclado. Es conocido por el uso frecuente de un tipo de acompañamiento llamado bajo de Alberti, aun cuando no fue el primero en utilizarlo. En su propio tiempo, Alberti fue conocido como cantante y frecuentemente se acompañaba a sí mismo con el clavecín. Hoy, Alberti es considerado un compositor menor y sus obras son muy raramente ejecutadas, pero el bajo de Alberti fue muy empleado posteriormente por los compositores para teclado en la era clásica de la música.
- Datos: Q319766
- Multimedia: Domenico Alberti / Q319766